# Сан Мартино ин Пасирија
Сан Мартино ин Пасирија (итал. San Martino in Passiria) је насеље у Италији у округу Болцано, региону Трентино-Јужни Тирол.
Према процени из 2011. у насељу је живело 1783 становника. Насеље се налази на надморској висини од 596 м.

## Становништво
Према резултатима пописа становништва 2011. у општини је живело 3.136 становника.
| 1931. | 1936. | 1951. | 1961. | 1971. | 1981. | 1991. | 2001. | 2011. |
| ----- | ----- | ----- | ----- | ----- | ----- | ----- | ----- | ----- |
| 1.750 | 1.679 | 1.758 | 2.179 | 2.505 | 2.681 | 2.700 | 2.832 | 3.136 |